# Geelpootwever
De geelpootwever (Ploceus flavipes) is een zangvogel uit de familie Ploceidae (wevers en verwanten).

## Verspreiding en leefgebied
Deze soort is endemisch in noordoostelijk Congo-Kinshasa.